# Jerusalems Skomagers Reise til Maanen
Jerusalems Skomagers Reise til Maanen (med fortsættelsen Jerusalems Skomagers efterladte Papirer, udgivne efter hans Død) var et satirisk-politisk tidsskrift forfattet og udgivet af Malthe Conrad Bruun, og som udkom i 1796.
Jerusalems Skomagers Reise til Maanen blev udgivet anonymt, mens fortsættelsen Efterladte Papirer blev udgivet i Malthe Conrad Bruuns navn, og senere, fra nr. 6, i Otto Horrebows navn. Bladet udkom hver tirsdag og lørdag, og subskription modtagedes hos boghandler Winding, som også havde udgivet Bruuns politiske tidsskrift Vækkeren.
Bladet benyttede sig af den fiktion at det berettede om forholdene på Månen, men de fiktive landes navne "Adina" (anagram for "Dania", dvs Danmark), "Frankara" ("Frankrig") osv. var let gennemskuelige, og læserne vidste således godt, at der hentydedes til virkelige forhold – et yndet trick i 1700-tallet for at undgå myndighedernes censur, som allerede Ludvig Holberg havde benyttet sig af i 1741 i sin Niels Klims underjordiske Rejse. Bruun beskrev Adinas (fra nr. 3 rettet til "Alina" for at undgå "ondskabsfulde Udtydninger") statsforfatning som despotisk. Første sætning i grundloven lyder: "Vor Regent ejer vore Personer og alt, hvad vores er". Som utopisk modsætning fremhæves landet "Oceana", hvor der hersker skrive- og tænkefrihed, og hvor man opdrages efter naturens love.
Generalfiskalen rejste tiltale mod bladet, men Hof- og Stadsrettens dom blev at udgiveren blev frikendt for al tiltale.